# Gabriel (de Vylder)
Gabriel, imię świeckie Guido de Vylder (ur. 13 czerwca 1946 w Lokeren, zm. 26 października 2013 w Maastricht) – arcybiskup Komany, zwierzchnik Zachodnioeuropejskiego Egzarchatu Parafii Rosyjskich w jurysdykcji patriarchatu Konstantynopola.

## Życiorys

### Młodość
Urodził się w rodzinie katolickiej. Jako najstarszy syn miał w zamyśle ojca przejąć rodzinną firmę. Po wypełnieniu służby wojskowej podjął jednak studia teologiczne i filozoficzne w seminarium duchownym w Gandawie, które ukończył w 1974, a następnie studia podyplomowe na Uniwersytecie Katolickim w Louvain (do 1976). W seminarium przygotowywał się do święceń kapłańskich w Kościele katolickim, których jednak nie przyjął. Jak sam wspominał, przeszedł kryzys wiary w związku z wprowadzaniem w życie postanowień Soboru Watykańskiego II. Wówczas zetknął się z prawosławiem i jeszcze w 1974 oficjalnie przyjął tę religię w parafii św. Andrzeja w Gandawie.

### Praca duszpasterska
27 czerwca 1976 został wyświęcony na kapłana w soborze św. Aleksandra Newskiego w Paryżu i udał się do Maastricht, gdzie objął parafię św. Jana Chryzostoma. Współtworzył parafie prawosławne w Deventer, Bredzie i Antwerpii.
12 grudnia 1992 został przeniesiony do parafii św. Aleksandra Newskiego i św. Serafina z Sarowa w Liège, zaś w roku następnym arcybiskup Jerzy (Wagner) uczynił go odpowiedzialnym za parafie w dekanacie Belgii, Holandii i Niemiec. 11 maja 1994 w paryskiej cerkwi św. Sergiusza z Radoneża złożył śluby zakonne. Rok później otrzymał godność igumena, zaś w grudniu 1998 – archimandryty. W tym samym czasie ponownie objął obowiązki proboszcza parafii w Maastricht, nie rezygnując z pełnionych już funkcji. Jako kapłan kontynuował starania na rzecz upowszechniania w parafiach egzarchatu nabożeństw w językach miejscowych – francuskim i niderlandzkim. Od 2000 zasiadał w Komisji Dyscyplinarnej egzarchatu.

### Biskup
24 czerwca 2001 został wyświęcony na biskupa pomocniczego Zachodnioeuropejskiego Egzarchatu Parafii Rosyjskich. W czasie choroby ówczesnego zwierzchnika egzarchatu Sergiusza kilkakrotnie pełnił funkcję locum tenens. Ta sama sytuacja powtórzyła się po śmierci Sergiusza w 2003. W tym samym roku Święty Synod Patriarchatu Konstantynopolitańskiego potwierdził decyzję zgromadzenia generalnego kleru i świeckich Zachodnioeuropejskiego Egzarchatu Parafii Rosyjskich, który wybrał biskupa Gabriela na nowego zwierzchnika egzarchatu. Jego intronizacja odbyła się w czerwcu 2004 w soborze św. Aleksandra Newskiego w Paryżu w obecności przedstawicieli innych struktur prawosławnych we Francji: arcybiskupa Innocentego, zwierzchnika eparchii chersoneskiej Rosyjskiego Kościoła Prawosławnego i biskupa Sylwana, biskupa pomocniczego arcybiskupstwa Europy zachodniej i południowej Rumuńskiego Kościoła Prawosławnego. Arcybiskup Gabriel był równocześnie rektorem Instytutu św. Sergiusza w Paryżu, zasiadał w Radzie Kościołów Chrześcijańskich we Francji i w Zgromadzeniu Biskupów Prawosławnych we Francji.
9 stycznia 2013 zapowiedział swoje odejście z urzędu w związku z pogarszającym się stanem zdrowia. Przeprowadził się do Maastricht i tam kontynuował leczenie. Zmarł w październiku tego samego roku. Został pochowany w krypcie cerkwi Zaśnięcia Matki Bożej na cmentarzu prawosławnym w Sainte-Geneviève-des-Bois.